# Підтримка життя під час травми
Підтримка життя під час травми (англ. Ukrainian Trauma Life Support, UTLS) — шестиденний навчальний курс для підвищення кваліфікації лікарів, що надають екстрену медичну допомогу травмованим. Програму розроблено за участі британських та американських лікарів. Вона складається з семінарів, практичних станцій та симуляцій і покликана систематизувати підхід до травмованих, відпрацювати командну роботу та навички ефективної комунікації.

## Програма курсу
Курс розроблено за участю британських та американських лікарів із врахуванням основних вимог міжнародних програм «Базова підтримка життя», «Догоспітальна підтримка життя при травмі», «Розширена підтримка життя»,  «Розширена підтримка життя при травмі». Програма орієнтована на лікарів-хірургів, лікарів-анестезіологів, лікарів ортопедів-травматологів, лікарів медицини невідкладних станів та інших лікарів, що надають екстрену допомогу травмованим.
У жовтні 2017 року на засіданні вченої ради Національної медичної академії післядипломної освіти імені П.Л. Шупика було обговорено і затверджено навчальний план і програму виїзного навчально-тренувального циклу тематичного удосконалення: «Підтримка життя під час травми. Українська програма».

## Проведення курсу
Курс проводиться ГО «Захист Патріотів» з осені 2015 року. Станом на жовтень 2017 року в Україні інструкторами цієї організації за програмою «Підтримка життя під час травми» проведено навчання для більш ніж 127 військових та 239 цивільних лікарів, на кінець 2017 року — загалом близько 400. За два роки пройшло близько 15 курсів. 
У березні 2016 курс пройшли лікарі Державної прикордонної служби України та Національної гвардії, до цього — лікарі Міністерства внутрішніх справ, Служби безпеки та Міністерства оборони. У червні 2017 року за цією програмою навчали лікарів прифронтових Бахмуту та Торецька.
Навчання за програмою «Підтримка життя під час травми» також проводили у Вінниці, Запоріжжі Рівному, Івано-Франківську, Тернополі та інших містах. 

## Фільм «Травма лікаря»
Для поширення інформації про курс «Підтримка життя під час травми» Вавилон'13 зняв короткометражний фільм «Травма Лікаря / Doctor's Traum(a)». У анонсі до нього вказано, що «для перемоги у війні з травмою, в українського лікаря є таємна зброя».
Прем'єрний показ фільму відбувся 22 січня 2017 року у кінотеатрі «Жовтень». За словами Уляни Супрун незабаром фільм з'явиться у вільному доступі.